# Vollziegel
Ein Vollziegel ist ein Mauerziegel, der im Gegensatz zum Lochziegel vollkommen aus dem Ziegelmaterial besteht. Allerdings spricht man im Allgemeinen auch von einem Vollziegel, sofern dieser insgesamt zu über 85 % aus dem Ziegelmaterial besteht.
Bei der Herstellung von Ziegel unterscheidet man zwischen manueller Herstellung und maschineller (industrieller) Fertigung. Die manuelle Fertigung von Ziegelsteinen findet man heute häufig noch in Entwicklungsländern. Lehm wird in einen Formkasten gepresst und anschließend an der Luft getrocknet. Die getrockneten Ziegel werden anschließend zu einem Haufen aufgestapelt, man spricht hierbei von einem sogenannten Meiler. Zwischen die einzelnen Ziegel schüttet man anschließend Kohle. Nach Abdeckung des Meilers findet ein Brennvorgang statt der etwa 14 Tage lang dauert. Oft werden nach dem Brennvorgang die fertigen Ziegel nach verschiedenen Qualitätsstufen nochmals sortiert auf verschiedene Meiler.
Die meisten Ziegel werden heutzutage durch industrielle Fertigung hergestellt. Dazu werden sogenannte Strangpressen verwendet, durch diese kann eine sehr glatte Oberfläche auf den Ziegeln erreicht werden. 